# ソユーズFG
ソユーズFGロケットは、ロシア連邦の宇宙ロケット。ソユーズUの増強型のR-7シリーズの一つで、サマーラにあるTsSKBプログレスが開発・生産している。初打ち上げは2001年で、2019年に運用を終了した。

## 概要

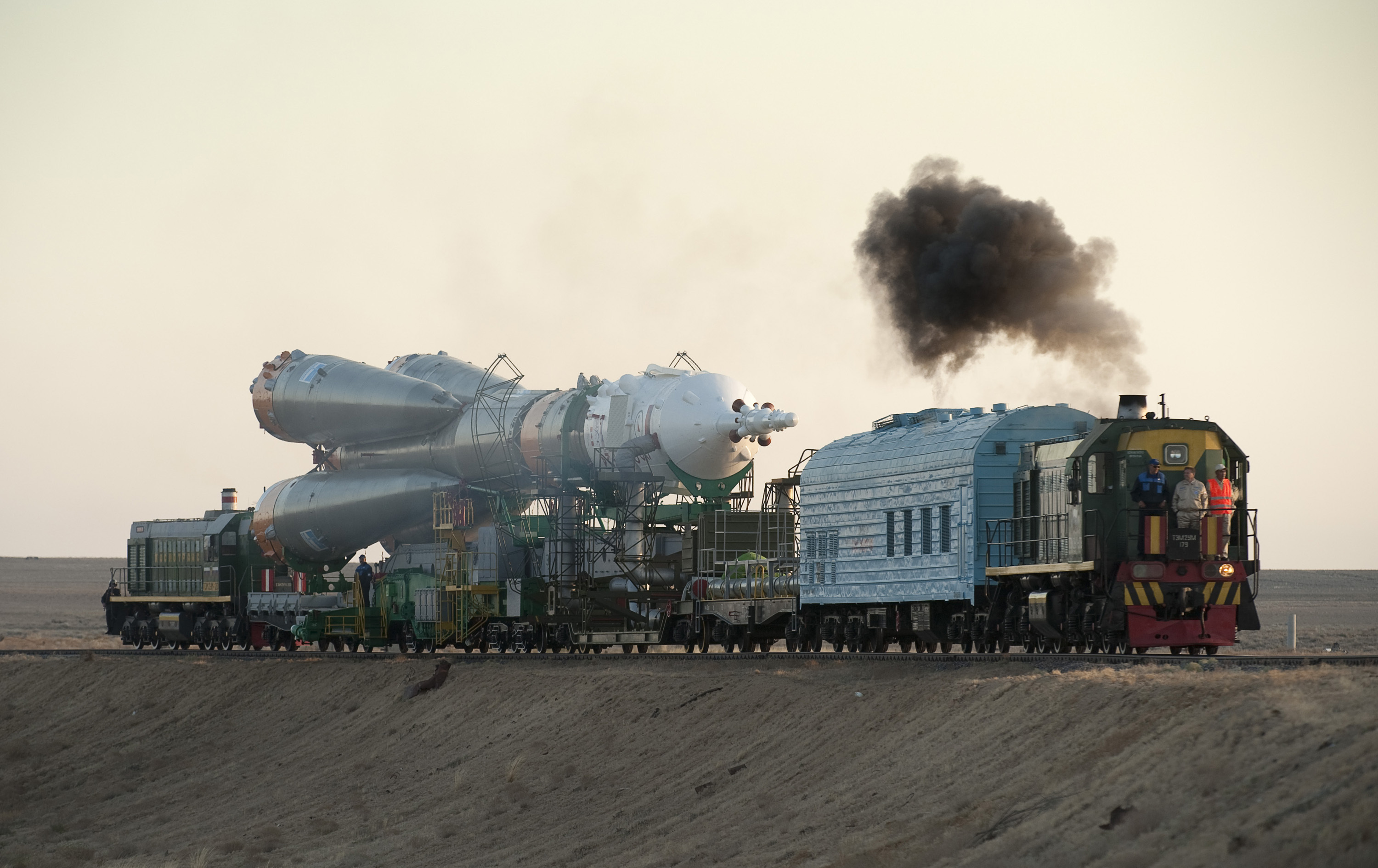
バイコヌール宇宙基地の射場でのソユーズ-FG

名称のFGは、インジェクター・ヘッドを意味するロシア語 (Forsunochnymi Golovkami) の頭文字に由来。2001年5月20日に初打ち上げで、プログレス補給船を国際宇宙ステーション (ISS) へ運んだ。2002年10月30日からは、ソユーズFGはロシア連邦宇宙局によってソユーズTMA有人宇宙船をISSへ運ぶ目的で使用されていた。
ソユーズFGの派生機種として、3段目にフレガートを使用したソユーズFG/フレガートがヒムキのラボーチキンによって開発・生産された。欧州とロシアの会社であるスターセムはこの派生型を使用した打ち上げの権利を全て所有する。初打ち上げは2003年6月2日である。
ソユーズFGのアナログ式の制御装置はロケットの能力を制限しているが、この問題に関してはソユーズ2ロケットで更新されており、2019年の打ち上げを最後に有人打ち上げも含めソユーズ2へと移行した。ソユーズFGには関係が悪化しているウクライナ製部品が使われていること、ソユーズ2.1aはデジタル式飛行制御や補助ブースター出力など性能が向上していることも理由と見られている。
ソユーズFGはカザフスタンのバイコヌール宇宙基地のLC-1射場から打ち上げられ、ソユーズFGとソユーズFG/フレガートはLC-3射場から打ち上げられた。

## 打ち上げ記録
| 回数 | 打ち上げ日時 (GMT)       | 仕様                  | シリアルナンバー   | 射場                 | 結果 | ペイロード                                        | 備考                                                                                          |
| ---- | ------------------------ | --------------------- | ------------------ | -------------------- | ---- | ------------------------------------------------- | --------------------------------------------------------------------------------------------- |
| 1    | 2001年5月20日 22:32      | ソユーズFG            | F15000-001         | LC-1, バイコヌール   | 成功 | プログレス-M1 6                                   | ISS 補給                                                                                      |
| 2    | 2001年11月26日 18:24     | ソユーズFG            | F15000-002         | LC-1, バイコヌール   | 成功 | プログレス-M1 7                                   | ISS 補給                                                                                      |
| 2    | 2001年11月26日 18:24     | ソユーズFG            | F15000-002         | LC-1, バイコヌール   | 成功 | Kolibri 2000                                      |                                                                                               |
| 3    | 2002年9月25日 16:58      | ソユーズFG            | E15000-003         | LC-1, バイコヌール   | 成功 | プログレス M1-9                                   | ISS 補給                                                                                      |
| 4    | 2002年10月30日 16:58     | ソユーズFG            | E15000-004         | LC-1, バイコヌール   | 成功 | ソユーズTMA-1                                     | 3名の宇宙飛行士による有人宇宙飛行 ISS 脱出機                                                  |
| 5    | 2003年4月26日 03:53      | ソユーズFG            | 15000-006          | LC-1, バイコヌール   | 成功 | ソユーズTMA-2                                     | 2名の宇宙飛行士による有人宇宙飛行 ISS 第7次長期滞在                                           |
| 6    | 2003年6月2日 18:24       | ソユーズFG/フレガート | E15000-005/ ST-11  | LC-31, バイコヌール  | 成功 | マーズ・エクスプレス                              | 火星探査機                                                                                    |
| 6    | 2003年6月2日 18:24       | ソユーズFG/フレガート | E15000-005/ ST-11  | LC-31, バイコヌール  | 成功 | ビーグル2                                         | 火星着陸機 打ち上げは成功したが後に失敗                                                       |
| 7    | 2003年10月18日 05:38     | ソユーズFG            | D15000-007         | LC-1, バイコヌール   | 成功 | ソユーズTMA-3                                     | 3名の宇宙飛行士による有人宇宙飛行 ISS 第8次長期滞在                                           |
| 8    | 2003年12月27日 21:30     | ソユーズFG/フレガート | D15000-008/ ST-12  | LC-31, バイコヌール  | 成功 | AMOS-2                                            | 通信衛星                                                                                      |
| 9    | 2004年4月19日 05:19      | ソユーズFG            | D15000-009         | LC-1, バイコヌール   | 成功 | ソユーズTMA-4                                     | 3名の宇宙飛行士による有人宇宙飛行 ISS 第9次長期滞在                                           |
| 10   | 2004年10月14日 03:06     | ソユーズFG            | Zh15000-012        | LC-1, バイコヌール   | 成功 | ソユーズTMA-5                                     | 3名の宇宙飛行士による有人宇宙飛行 ISS 第10次長期滞在                                          |
| 11   | 2005年4月15日 00:46      | ソユーズFG            | Zh15000-014        | LC-1, バイコヌール   | 成功 | ソユーズTMA-6                                     | 3名の宇宙飛行士による有人宇宙飛行 ISS 第11次長期滞在                                          |
| 12   | 2005年8月13日 23:28      | ソユーズFG/フレガート | Zh15000-011/ ST-13 | LC-31, バイコヌール  | 成功 | Galaxy 14                                         | 通信衛星                                                                                      |
| 13   | 2005年10月1日 03:54      | ソユーズFG            | Zh15000-017        | LC-1, バイコヌール   | 成功 | ソユーズTMA-7                                     | 3名の宇宙飛行士による有人宇宙飛行 ISS 第12次長期滞在                                          |
| 14   | 2005年11月9日 03:33      | ソユーズFG/フレガート | Zh15000-010/ ST-14 | LC-31, バイコヌール  | 成功 | ビーナス・エクスプレス                            | 金星探査機                                                                                    |
| 15   | 2005年12月28日 05:19     | ソユーズFG/フレガート | Zh15000-016/ ST-15 | LC-31, バイコヌール  | 成功 | GIOVE-A                                           | 航法衛星                                                                                      |
| 16   | 2006年3月30日 02:30      | ソユーズFG            | P15000-018         | LC-1, バイコヌール   | 成功 | ソユーズTMA-8                                     | 3名の宇宙飛行士による有人宇宙飛行 ISS 第13次長期滞在                                          |
| 17   | 2006年9月18日 04:08      | ソユーズFG            | ?15000-023         | LC-1, バイコヌール   | 成功 | ソユーズTMA-9                                     | 3名の宇宙飛行士による有人宇宙飛行 ISS 第14次長期滞在                                          |
| 18   | 2007年4月7日 17:31       | ソユーズFG            |                    | LC-1, バイコヌール   | 成功 | ソユーズTMA-10                                    | 3名の宇宙飛行士による有人宇宙飛行 ISS 第15次長期滞在                                          |
| 19   | 2007年5月29日 20:31      | ソユーズFG/フレガート |                    | LC-31, バイコヌール  | 成功 | グローバルスター                                  | 通信衛星                                                                                      |
| 19   | 2007年5月29日 20:31      | ソユーズFG/フレガート | グローバルスター   | LC-31, バイコヌール  | 成功 | 通信衛星                                          |                                                                                               |
| 19   | 2007年5月29日 20:31      | ソユーズFG/フレガート | グローバルスター   | LC-31, バイコヌール  | 成功 | 通信衛星                                          |                                                                                               |
| 19   | 2007年5月29日 20:31      | ソユーズFG/フレガート | グローバルスター   | LC-31, バイコヌール  | 成功 | 通信衛星                                          |                                                                                               |
| 20   | 2007年10月10日 13:22     | ソユーズFG            |                    | LC-1, バイコヌール   | 成功 | ソユーズTMA-11                                    | 3名の宇宙飛行士による有人宇宙飛行 ISS 第16次長期滞在                                          |
| 21   | 20, 2007年10月20日 20:12 | ソユーズFG/フレガート |                    | LC-31, バイコヌール  | 成功 | グローバルスター                                  | 通信衛星                                                                                      |
| 21   | 20, 2007年10月20日 20:12 | ソユーズFG/フレガート | グローバルスター   | LC-31, バイコヌール  | 成功 | 通信衛星                                          |                                                                                               |
| 21   | 20, 2007年10月20日 20:12 | ソユーズFG/フレガート | グローバルスター   | LC-31, バイコヌール  | 成功 | 通信衛星                                          |                                                                                               |
| 21   | 20, 2007年10月20日 20:12 | ソユーズFG/フレガート | グローバルスター   | LC-31, バイコヌール  | 成功 | 通信衛星                                          |                                                                                               |
| 22   | 2007年12月14日 13:17     | ソユーズFG/フレガート |                    | LC-31, バイコヌール  | 成功 | レーダーサット-2                                  | 地球観測                                                                                      |
| 23   | 2008年4月8日 11:16       | ソユーズFG            |                    | LC-1, バイコヌール   | 成功 | ソユーズTMA-12                                    | 3名の宇宙飛行士による有人宇宙飛行 ISS 第17次長期滞在 韓国初                                   |
| 24   | 2008年4月26日 22:16      | ソユーズFG/フレガート |                    | LC-31, バイコヌール  | 成功 | GIOVE-B                                           | 航法衛星                                                                                      |
| 25   | 2008年10月12日 07:01     | ソユーズFG            |                    | LC-1/5, バイコヌール | 成功 | ソユーズTMA-13                                    | 3名の宇宙飛行士による有人宇宙飛行 ISS 第18次長期滞在                                          |
| 26   | 2009年3月26日 11:49      | ソユーズFG            |                    | LC-1/5, バイコヌール | 成功 | ソユーズTMA-14                                    | 3名の宇宙飛行士による有人宇宙飛行 ISS 第19次長期滞在                                          |
| 27   | 2009年5月27日 10:34      | ソユーズFG            |                    | LC-1/5, バイコヌール | 成功 | ソユーズTMA-15                                    | 3名の宇宙飛行士による有人宇宙飛行 ISS 第20次長期滞在                                          |
| 28   | 2009年9月30日 07:14      | ソユーズFG            |                    | LC-1/5, バイコヌール | 成功 | ソユーズTMA-16                                    | 3名の宇宙飛行士による有人宇宙飛行 ISS 第21次長期滞在                                          |
| 29   | 2009年12月20日 21:52     | ソユーズFG            |                    | LC-1/5, バイコヌール | 成功 | ソユーズTMA-17                                    | 3名の宇宙飛行士による有人宇宙飛行 ISS 第22次長期滞在                                          |
| 30   | 2010年4月2日 04:04       | ソユーズFG            |                    | LC-1/5, バイコヌール | 成功 | ソユーズTMA-18                                    | 3名の宇宙飛行士による有人宇宙飛行 ISS 第23次長期滞在                                          |
| 31   | 2010年6月15日 21:35      | ソユーズFG            |                    | LC-1/5, バイコヌール | 成功 | ソユーズTMA-19                                    | 3名の宇宙飛行士による有人宇宙飛行 ISS 第24次長期滞在                                          |
| 32   | 2010年10月7日 23:10      | ソユーズFG            |                    | LC-1/5, バイコヌール | 成功 | ソユーズTMA-01M                                   | 3名の宇宙飛行士による有人宇宙飛行 ISS 第25次長期滞在                                          |
| 33   | 2010年12月15日 19:09     | ソユーズFG            |                    | LC-1/5, バイコヌール | 成功 | ソユーズTMA-20                                    | 3名の宇宙飛行士による有人宇宙飛行 ISS 第26次長期滞在                                          |
| 34   | 2011年4月4日 22:18       | ソユーズFG            |                    | LC-1/5, バイコヌール | 成功 | ソユーズTMA-21                                    | 3名の宇宙飛行士による有人宇宙飛行 ISS 第27次長期滞在                                          |
| 35   | 2011年6月7日 20:12       | ソユーズFG            |                    | LC-1/5, バイコヌール | 成功 | ソユーズTMA-02M                                   | 3名の宇宙飛行士による有人宇宙飛行 ISS 第28次長期滞在                                          |
| 36   | 2011年11月14日 4:14      | ソユーズFG            |                    | LC-1/5, バイコヌール | 成功 | ソユーズTMA-22                                    | 3名の宇宙飛行士による有人宇宙飛行 ISS 第29次長期滞在                                          |
| 37   | 2011年12月21日 13:16     | ソユーズFG            |                    | LC-1/5, バイコヌール | 成功 | ソユーズTMA-03M                                   | 3名の宇宙飛行士による有人宇宙飛行 ISS 第30次長期滞在                                          |
| 38   | 2012年5月14日 3:01       | ソユーズFG            |                    | LC-1/5, バイコヌール | 成功 | ソユーズTMA-04M                                   | 3名の宇宙飛行士による有人宇宙飛行 ISS 第31次長期滞在                                          |
| 39   | 2012年7月15日 2:40       | ソユーズFG            |                    | LC-1/5, バイコヌール | 成功 | ソユーズTMA-05M                                   | 3名の宇宙飛行士による有人宇宙飛行 ISS 第32次長期滞在                                          |
| 40   | 2012年7月22日 6:41       | ソユーズFG/フレガード |                    | LC-31, バイコヌール  | 成功 | Kanopus V-1、BelKA-2、Zond-PP、TET-1、exactView 1 | BelKA-2はベラルーシ初の衛星。                                                                 |
| 41   | 2012年10月23日 10:51     | ソユーズFG            |                    | LC-1/5, バイコヌール | 成功 | ソユーズTMA-06M                                   | 3名の宇宙飛行士による有人宇宙飛行 ISS 第33次長期滞在                                          |
| 42   | 2012年12月19日 12:12     | ソユーズFG            |                    | LC-1/5, バイコヌール | 成功 | ソユーズTMA-07M                                   | 3名の宇宙飛行士による有人宇宙飛行 ISS 第34次長期滞在                                          |
| 43   | 2013年3月28日 20:43      | ソユーズFG            |                    | LC-1/5, バイコヌール | 成功 | ソユーズTMA-08M                                   | 3名の宇宙飛行士による有人宇宙飛行 ISS 第35次長期滞在                                          |
| 44   | 2013年5月28日 20:31      | ソユーズFG            |                    | LC-1/5, バイコヌール | 成功 | ソユーズTMA-09M                                   | 3名の宇宙飛行士による有人宇宙飛行 ISS 第36次長期滞在                                          |
| 45   | 2013年9月25日 20:58      | ソユーズFG            |                    | LC-1/5, バイコヌール | 成功 | ソユーズTMA-10M                                   | 3名の宇宙飛行士による有人宇宙飛行 ISS 第37次長期滞在                                          |
| 46   | 2013年11月7日 04:14      | ソユーズFG            |                    | LC-1/5, バイコヌール | 成功 | ソユーズTMA-11M                                   | 3名の宇宙飛行士による有人宇宙飛行 ISS 第38次長期滞在                                          |
| 47   | 2014年3月25日 21:17      | ソユーズFG            |                    | LC-1/5, バイコヌール | 成功 | ソユーズTMA-12M                                   | 3名の宇宙飛行士による有人宇宙飛行 ISS 第39次長期滞在                                          |
| 48   | 2014年5月28日 19:57      | ソユーズFG            |                    | LC-1/5, バイコヌール | 成功 | ソユーズTMA-13M                                   | 3名の宇宙飛行士による有人宇宙飛行 ISS 第40次長期滞在                                          |
| 49   | 2014年9月25日 20:25      | ソユーズFG            |                    | LC-1/5, バイコヌール | 成功 | ソユーズTMA-14M                                   | 3名の宇宙飛行士による有人宇宙飛行 ISS 第41次長期滞在                                          |
| 50   | 2014年11月23日 21:01     | ソユーズFG            |                    | LC-1/5, バイコヌール | 成功 | ソユーズTMA-15M                                   | 3名の宇宙飛行士による有人宇宙飛行 ISS 第42次長期滞在                                          |
| 51   | 2015年3月27日 19:42      | ソユーズFG            |                    | LC-1/5, バイコヌール | 成功 | ソユーズTMA-16M                                   | 3名の宇宙飛行士による有人宇宙飛行 ISS 第43次長期滞在                                          |
| 52   | 2015年7月22日 21:03      | ソユーズFG            |                    | LC-1/5, バイコヌール | 成功 | ソユーズTMA-17M                                   | 3名の宇宙飛行士による有人宇宙飛行 ISS 第44次長期滞在                                          |
| 53   | 2015年9月2日 04:38       | ソユーズFG            |                    | LC-1/5, バイコヌール | 成功 | ソユーズTMA-18M                                   | 3名の宇宙飛行士による有人宇宙飛行 ISS 第45次長期滞在                                          |
| 54   | 2015年12月15日 11:03     | ソユーズFG            |                    | LC-1/5, バイコヌール | 成功 | ソユーズTMA-19M                                   | 3名の宇宙飛行士による有人宇宙飛行 ISS 第46次長期滞在                                          |
| 55   | 2016年3月18日 21:26      | ソユーズFG            |                    | LC-1/5, バイコヌール | 成功 | ソユーズTMA-20M                                   | 3名の宇宙飛行士による有人宇宙飛行 ISS 第47次長期滞在                                          |
| 56   | 2016年7月07日 01:36      | ソユーズFG            |                    | LC-1/5, バイコヌール | 成功 | ソユーズMS-01                                     | 3名の宇宙飛行士による有人宇宙飛行 ISS 第48次長期滞在                                          |
| 57   | 2016年10月19日 08:05     | ソユーズFG            |                    | LC-1/5, バイコヌール | 成功 | ソユーズMS-02                                     | 3名の宇宙飛行士による有人宇宙飛行 ISS 第49次長期滞在                                          |
| 58   | 2016年11月17日 20:20     | ソユーズFG            |                    | LC-1/5, バイコヌール | 成功 | ソユーズMS-03                                     | 3名の宇宙飛行士による有人宇宙飛行 ISS 第50次長期滞在                                          |
| 59   | 2017年4月20日 07:13      | ソユーズFG            |                    | LC-1/5, バイコヌール | 成功 | ソユーズMS-04                                     | 2名の宇宙飛行士による有人宇宙飛行 ISS 第51次長期滞在                                          |
| 60   | 2017年7月28日 15:40      | ソユーズFG            |                    | LC-1/5, バイコヌール | 成功 | ソユーズMS-05                                     | 3名の宇宙飛行士による有人宇宙飛行 ISS 第52次長期滞在                                          |
| 61   | 2017年9月12日 21:17      | ソユーズFG            |                    | LC-1/5, バイコヌール | 成功 | ソユーズMS-06                                     | 3名の宇宙飛行士による有人宇宙飛行 ISS 第53次長期滞在                                          |
| 62   | 2017年12月17日 07:21     | ソユーズFG            |                    | LC-1/5, バイコヌール | 成功 | ソユーズMS-07                                     | 3名の宇宙飛行士による有人宇宙飛行 ISS 第54次長期滞在                                          |
| 63   | 2018年3月21日 17:44      | ソユーズFG            |                    | LC-1/5, バイコヌール | 成功 | ソユーズMS-08                                     | 3名の宇宙飛行士による有人宇宙飛行 ISS 第55次長期滞在                                          |
| 64   | 2018年1月6日 11:12       | ソユーズFG            |                    | LC-1/5, バイコヌール | 成功 | ソユーズMS-09                                     | 3名の宇宙飛行士による有人宇宙飛行 ISS 第56次長期滞在                                          |
| 65   | 2018年10月11日 08:40     | ソユーズFG            |                    | LC-1/5, バイコヌール | 失敗 | ソユーズMS-10                                     | 2名の宇宙飛行士による有人宇宙飛行 乗員は脱出して無事だった。 ISS 第57次長期滞在の予定だった。 |
| 66   | 2018年11月16日 18:14     | ソユーズFG            |                    | LC-1/5, バイコヌール | 成功 | プログレスMS-10                                   | 国際宇宙ステーションへの補給                                                                  |
| 67   | 2018年12月3日 11:31      | ソユーズFG            |                    | LC-1/5, バイコヌール | 成功 | ソユーズMS-11                                     | 3名の宇宙飛行士による有人宇宙飛行 ISS 第57次長期滞在                                          |